# Take Me Home (album Cher)
Take Me Home è il quindicesimo album della cantante e attrice statunitense Cher, pubblicato il 25 gennaio 1979 dalla Casablanca Records. La RIAA lo ha certificato disco d'oro per aver venduto in pochi mesi oltre 500 000 copie negli Stati Uniti.

## Descrizione
Take Me Home è il primo degli album pubblicati da Cher nel corso del 1979 e il suo primo con l'etichetta discografica Casablanca Records. La produzione del disco è stata affidata a Bob Esty e Ron Dante, mentre la maggior parte dei brani sono stati scritti da Michele Aller e Bob Esty stesso. L'album segna il debutto di Cher nel genere disco music, un'esperienza che non durerà comunque a lungo. Cher fu spinta dai discografici a incidere un album di questo genere. Dall'album fu estratta una hit che riportò Cher in alto nelle classifiche dei singoli, "Take Me Home". Cher ha co-scritto un brano sulla fine del suo matrimonio con Gregg Allman, la ballata che chiude il disco "My Song (Too Far Gone)". Cher ha dedicato l'album a "Butterfly" (farfalla).
L'album è noto per la sua title track ma anche per la sua immagine di copertina suggestiva che ritrae una Cher scarsamente vestita in un completino di ispirazione vichinga che all'epoca destò molta attenzione mediatica. "Take Me Home" fu il primo album a ricevere i remix di tre canzoni diverse: "Take Me Home" (12" Mix), "Wasn't It Good" (12" Mix) e "Git Down (Guitar Grupie)" (12" Mix) disponibile come b-side del singolo "Hell on Wheels". Gene Simmons, il fidanzato di Cher all'epoca, contribuì all'album nella canzone "Git Down (Guitar Groupie)".
Take Me Home è stato pubblicato in formato CD così come il secondo album di Cher con la Casablanca Records, Prisoner, spesso in un singolo CD intitolato The Casablanca Years che riunisce le tracce di entrambi gli album: è stato pubblicato nel 1993 e nel 1996.
Per quest'album Cher aveva scritto due canzoni, "Oh God America" e "Sometime Somewhere", ma non le piacevano e preferì escluderle dal disco. "If He'd Take Me Back Again" è un'altra traccia scartata da "Take Me Home".

## Promozione
Per promuovere il disco fu girato un video musicale per il singolo di lancio "Take Me Home", usato per uno special televisivo i America intitolato "Cher... and Other Fantasies". Cher cantò "Take me Home" assieme ad altre due tracce dall'album, "Love & Pain" w "Happy Was the Day We Met" al The Mike Douglas Show. Nel 1979 Cher intraprese il suo primo tour solista, il "Take Me Home Tour", che riscosse grande successo. Due concerti furono filmati: quello di Montecarlo e uno al Caesars Palace di Las Vegas.

## Tracce
Lato A
1. Take Me Home – 6:45 (Michele Aller, Bob Esty)
2. Wasn't It Good – 4:20 (Michele Aller, Bob Esty)
3. Say the Word – 4:59 (Michele Aller, Bob Esty)
4. Happy Was the Day We Met – 4:00 (Castro)

Lato B
1. Git Down (Guitar Groupie) – 3:44 (Michele Aller, Bob Esty)
2. Love & Pain (There's a Pain in My Heart) – 3:25 (Bear)
3. Let This Be a Lesson to You – 3:17 (Tom Snow)
4. It's Too Late (To Love Me Now) – 3:39 (Bourke, Dobbins, Wilson)
5. My Song (Too Far Gone) – 3:54 (Cher, Hudson)

## Classifiche settimanali
| Classifica (1979) | Posizione massima |
| ----------------- | ----------------- |
| Canada            | 24                |
| Stati Uniti       | 25                |